# Ángel Vicente Rossi
Ángel Vicente Rossi (?-11 de febrero de 1987) fue un militar argentino, que ocupó el cargo de Interventor Federal y de Gobernador de Misiones entre el 17 de noviembre de 1969 y el 25 de mayo de 1973.
Perteneció a la Fuerza Aérea Argentina, donde alcanzó la jerarquía de Brigadier Mayor. Su designación como gobernador se dio por la autoproclamada Revolución Argentina. Durante su gestión se dio autorizó la creación de los juegos de quinielas en la provincia gestionado por el organismo estatal IPLyC.